# 古川勝巳
古川 勝巳（ふるかわ かつみ、1914年9月21日 - 1986年7月12日）は日本ヘラルド映画代表取締役社長。本名は古川 一巳（ふるかわ かつみ）。愛知県名古屋市中区出身。父はヘラルドグループ創業者の古川為三郎。

## 経歴
出生地は名古屋市であったが、父の経営する古川商店の東京進出の関係で東京に住み、橋本小学校に入学する。しかし、関東大震災を機に父が東京支店を畳むことになったため、南久屋小学校（現・名古屋市立栄小学校）に転入した。1927年に愛知県惟信中学校に入学し、1931年に名古屋高等商業学校へと進んだ。1935年に同校を卒業すると同時に資生堂に入社。1939年に結婚した。1956年に父親が立ち上げたヘラルド映画の設立に参加、同社初代代表取締役社長となる。
1986年7月12日午前8時33分、呼吸不全のため、名古屋第二赤十字病院で死亡。父の為三郎（1993年没）よりも先に世を去った。

## 受賞歴
- 1962年　-　芸術祭賞文部大臣奨励賞
- 1963年　-　通産大臣賞
- 1975年　-　イタリア有功勲章カバリエーレ章
- 1977年　-　藍綬褒章
- 1979年　-　フランス芸術文化勲章シュバリエ章、オルドゥ・デザール・エデレットゥル勲章
- 1985年　-　勲三等旭日中綬章
- 1986年　-　第29回ブルーリボン賞特別賞。

## 家族
- 古川為三郎（父親・日本ヘラルド映画名誉会長）
- 古川為之（次男・ヘラルドコーポレーション代表取締役会長）
- 古川博三（三男・日本ヘラルド映画3代目代表取締役社長）